# آقا جمال فومنی
آقا جمال فومنی یا حاجی جمال فومنی یک رئیس قبیله گیلک اهل فومن بود که از سال ۱۷۴۹ تا ۱۷۵۲ بر گیلان حکومت کرد.